# Gaston Gautier de Breuvand
Gaston Gautier de Breuvand, né le 6 novembre 1847 à Livry (Nièvre) et mort le 24 novembre 1920 à Brenat (Puy-de-Dôme), est un militaire français.

## Biographie
Né le 6 novembre 1847 à Livry (Nièvre), Gaston Gautier de Breuvand (et non Gauthier, comme l’écrit par erreur l’officier de l’état civil) est un militaire français ayant servi dans différents régiments d’infanterie. Le 15 octobre 1867, à l’âge de 19 ans, il contracte un engagement volontaire et entre à l’école militaire de Saint-Cyr (promotion de Mentena, 1867-1869). À sa sortie, il obtient successivement les grades de sous-lieutenant (1869), lieutenant (1870), capitaine (1874), major (1888) et enfin lieutenant-colonel (1896). Ses affectations l’amènent à changer régulièrement de résidence. Ainsi est-il major au 10e régiment d’infanterie à Auxonne (Côte-d’Or) de 1888 à 1893, chef de bataillon au 105e à Riom (Puy-de-Dôme) de 1893 à 1897 et enfin lieutenant-colonel au 55e à Nice de 1897 à sa retraite, en 1899. Il participe à deux campagnes, l’une contre l’Allemagne (du 15 août 1870 au 7 mars 1871) et l’autre au sein de l’armée de Versailles (du 21 mai au 7 juin 1871). Ses états de service ne signalent pas qu’il ait été blessé, ait connu la captivité ou ait fait l'objet d'une citation lors de ces campagnes.
Gaston Gautier de Breuvand est fait chevalier de la Légion d’honneur le 29 décembre 1891. 
En 1899, il prend sa retraite et s’installe aux côtés de son épouse, Lucie Fabre de Saint-Mande,  au château de Treydieu à Brenat (Puy-de-Dôme). 
Il meurt le 24 novembre 1920 à l'âge de 73 ans.

## Portrait

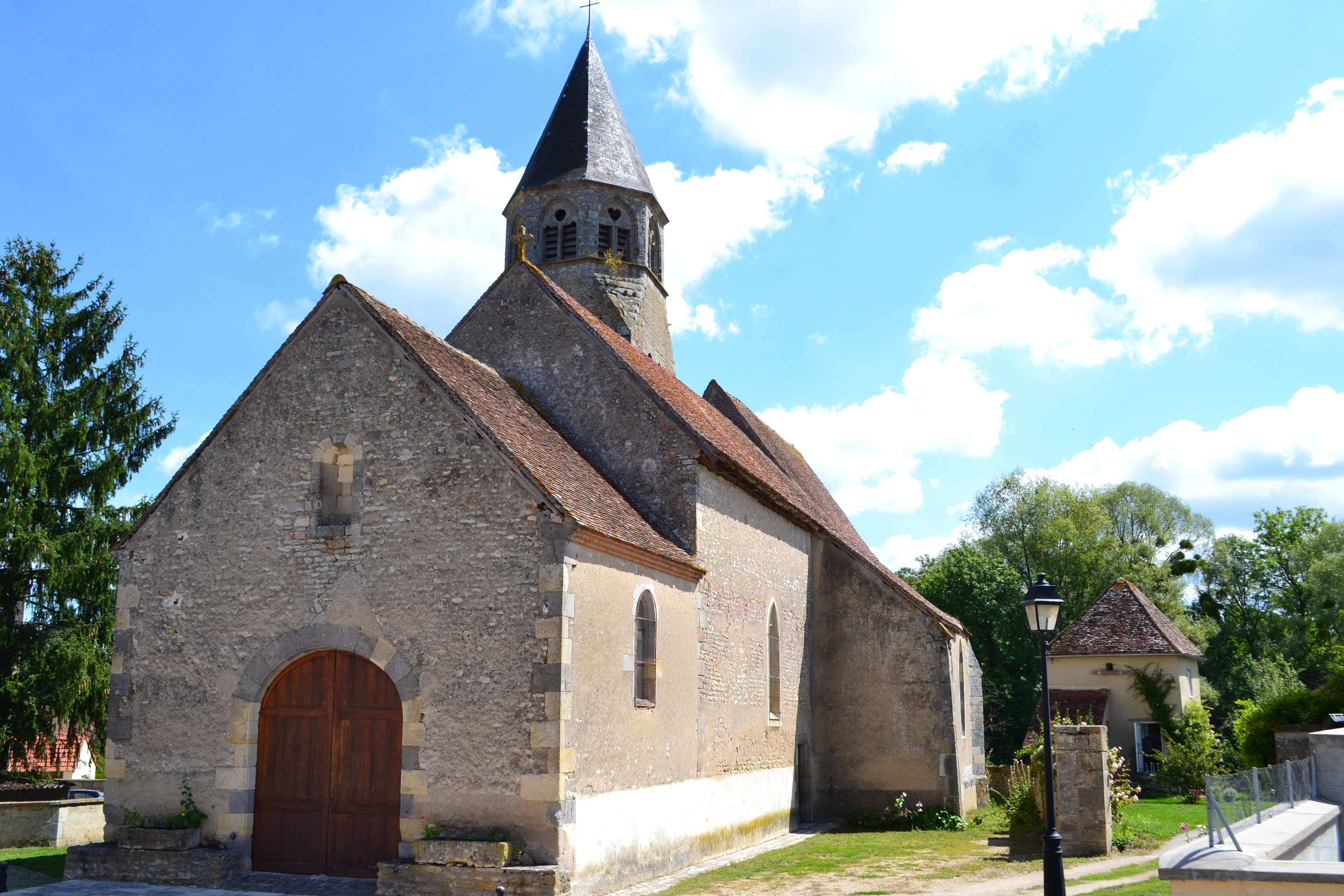
Église de Livry

Gaston Gautier de Breuvand mesure 1,71 m. Les yeux, les sourcils et les cheveux sont châtains. Son visage est ovale, son front découvert, sa bouche moyenne, son menton rond et son nez busqué.[réf. nécessaire]

## Distinctions
- Chevalier de la Légion d'honneur par décret du 29 décembre 1891